# Castros de Cantabrie

Les castros de  Cantabrie (région en Espagne) les plus documentés datent de l'âge du fer, approximativement entre les IVe et VIe siècles av. J.-C. La Cantabrie historique se trouvait à ce moment-là entre l'aire d'influence de la culture des castros de la région nord-ouest de la péninsule (Asturies et Galice) et celle du plateau central de Castille, et a subi ces deux influences.
Florus rapporte qu'à la fin des guerres cantabres, l'empereur romain Auguste a obligé les Cantabres à descendre des montagnes et à habiter dans les plaines. Néanmoins, il semble que certains castros ont continué à être occupés après la conquête romaine, car on trouve des traces de cette époque et postérieures à cette époque. Ainsi, certains castros, utilisés comme lieux sacrés pour des cultes païens, ont été christianisés et utilisés au haut Moyen Âge. 

## Recensement decastrosconnus en Cantabrie
| Castro                                           | Localisation                                              | Taille                  | Altitude   | Attribution culturelle | Observations |
| ------------------------------------------------ | --------------------------------------------------------- | ----------------------- | ---------- | --- | --- |
| Castro de la Peña de Sámano                      | Santullán, Castro Urdiales                                | Approximativement 10 ha | 200-336 m  | Âge du fer II II | Altitude autour de 336 m de la Peña de Sámano, dans la zone est de l'enceinte, et autour de 200 m à l'extrémité sud de l'enceinte.                                                                             |
| Punta Rebanal y el encinar de Allendelagua       | Alto de San Andrés, Castro Urdiales                       |                         |            | Âge du fer ? | Conserve des restes de muraille et autres structures circulaires. |
| Cotolino-Arcisero                                | Castro Urdiales                                           | De petites dimensions   |            | Âge du fer ? | |
| Monte Cueto                                      | Castro Urdiales                                           |                         |            | Âge du fer ou époque romaine | Conserve des restes de murailles |
| Punta Pilota                                     | Castro Urdiales                                           |                         |            | Âge du fer | |
| Pico del Hacha                                   | Entre les communes de Limpias et Laredo                   |                         |            | | Enceinte de murailles de 2 ha. Surplombe la côte et les vallées avoisinantes. |
| Castro de La Garma                               | Omoño, Ribamontán al Monte                                | 18 ha                   |            | Âge du bronze moyen, âge du fer I ? | De muraille double, probablement abandonné avant les guerres cantabres. |
| Poblado de Galizano                              | Galizano, Ribamontán al Mar                               |                         |            | | |
| Poblado de La Cuevona                            | Ajo, Bareyo                                               |                         |            | | |
| Poblado de Cueto Marín                           | Hoznayo, Entrambasaguas                                   |                         |            | | |
| Castro del Pico Vizmaya                          | Entrambasaguas                                            |                         | 243 m      | Âge du fer | Il subsiste des restes de murailles et d'un bâtiment avec des divisions intérieures. |
| Castro de Peñarrubia                             | Tarriba (Liérganes)                                       | 1 ha                    | 222 m      | Âge du fer | Castro découvert en 1999 pendant les travaux de mise au jour du castro voisin, Castilnegro. |
| Castro de Castilnegro                            | Entre les communes de Medio Cudeyo Liérganes              | Approx. 6 ha            | 457 m      | Âge du fer II | Découvert en 1997, doté de trois rangées concentriques de murailles et quatre portes d'entrée. A fourni un matériel archéologique abondant.                                                                    |
| Poblado de la isla de La Campanuca               | Pontejos, Marina de Cudeyo                                |                         |            | | |
| Poblado del Gurugú                               | Boo de Guarnizo, El Astillero                             |                         |            | | |
| Poblado del Ostrero                              | Alto de Maliaño, Camargo                                  |                         |            | | |
| La Masera                                        | Cortiguera (Suances)                                      |                         |            | Âge du fer | Terrasses défensives. |
| Castro del Pico Toro (o Pico L'oro)              | Las Caldas del Besaya, Los Corrales de Buelna             | 5 ha                    |            | Âge du fer II et Empire romain | Découvert en 1977. posee una gran murallas de piedra seca y un pequeño oteadero en uno de sus extremos tallado en la roca.[Traduire passage]                                                                   |
| Peña Mantilla                                    | Sopenilla (San Felices de Buelna) \|De petites dimensions |                         | Âge du fer | Descubierto en 1998, su lienzo de murallas se extiende entre dos picos naturales. Controlaría, junto al del Pico del Toro las brañas próximas y el paso por el cotero.[Traduire passage] | |
| Castro Las Lleras                                | Sopenilla (San Felices de Buelna)                         |                         | 470 m      | | Descubierto en los años 1970, está situado una de las cimas del reborde sur del Pico Dobra.[Traduire passage]                                                                                                  |
| Castro del Cueto del Agua (o Ceja de las Lombas) | Pedredo y Cieza (Arenas de Iguña)                         |                         | 650-625 m  | Âge du fer II | Muralla de bloques de piedra colocada a hueso. Custodia una serie túmulos de grandes proporciones.[Traduire passage]                                                                                           |
| Castro del Alto del Cueto                        | Bostronizo (Arenas de Iguña)                              | 4 ha                    |            | Âge du fer | La superficie del castro se ha visto algo alterada por trincheras de la Guerra Civil.[Traduire passage] |
| Castro Pepín                                     | Pedredo (Arenas de Iguña)                                 |                         |            | Âge du fer II | Está situado en el collado entre Arenas y Villasuso de Cieza.[Traduire passage] |
| Castillo Pedroso-Borleña                         | Entre Castillo Pedroso y Borleña (Corvera de Toranzo)     |                         |            | Âge du fer, Empire romain et Moyen Âge | Dispone de aterrazamiento y vestigios de foso.[Traduire passage] |
| Castro de la Espina del Gallego                  | Entre Corvera de Toranzo, Arenas de Iguña y Anievas       | 3,2 ha                  | 68 m       | Âge du fer et Empire romain | Trois murailles, la plus grande mesure de 1 à 2,5 m de largeur. C'est ici que l'on a découvert les premières traces archéologiques des guerres cantabres, ainsi que des campements romains qui l'assiégeaient. |
| Castro de Los Agudos                             | Hermandad de Campoo de Suso, Bárcena de Pie de Concha     |                         | 1 200 m    | Âge du fer | Está situado en un enclave sumamente estratégico en la sierra que viene desde Aradillos (identificado por algunos como el oppidum de Aracehum o Aracillum citado en las fuentes clásicas).[Traduire passage]   |
| Llan de La Peña                                  | Dobarganes (Vega de Liébana)                              |                         |            | Âge du fer | |
| Lerones                                          | Lerones (Pesaguero)                                       |                         |            | | |
| Cahecho                                          | Cahecho (Cabezón de Liébana)                              |                         |            | | Está situado en medio de un robledal.[Traduire passage] |
| Las Eras de Cañeda                               | Cañeda (Reinosa)                                          |                         |            | Âge du fer II et Empire romain | |
| Castro de Aldueso                                | Aldueso (Campoo de Enmedio)                               |                         |            | Âge du fer | |
| Los Peños                                        | Fresno del Río (Campoo de Enmedio)                        |                         |            | Âge du fer | |
| Castro de Las Rabos                              | Celada Marlantes (Campoo de Enmedio)                      |                         |            | Âge du fer II | Dans les alentours existe une nécropole du haut Moyen Âge. Il a été détérioré par le vandalisme. |
| Castro Salces                                    | Salces (Hermandad de Campoo de Suso)                      |                         |            | Âge du fer | |
| Pico La Campana (o del Castro)                   | Argüeso (Hermandad de Campoo de Suso)                     |                         |            | Âge du fer I | |
| La Triquineja                                    | Argüeso (Hermandad de Campoo de Suso)                     |                         |            | Âge du fer | |
| La Guariza                                       | Fontibre (Hermandad de Campoo de Suso)                    |                         |            | Âge du fer | |
| El Castrejón                                     | Naveda (Hermandad de Campoo de Suso)                      |                         |            | Âge du fer | Est connu depuis longtemps. A été sondé par Adolf Schulten au cours des premières décennies du XXe siècle. |
| Castro de Abiada                                 | Abiada (Hermandad de Campoo de Suso)                      |                         |            | Âge du fer | |
| Castro de La Población de Suso                   | Población de Suso (Hermandad de Campoo de Suso)           |                         |            | | Posee un complicado sistema de terrazas defensiva.[Traduire passage] |
| Castro de Espinilla                              | Espinilla (Hermandad de Campoo de Suso)                   |                         |            | Âge du fer | |
| Castro de Fontecha                               | Fresno del Río (Campoo de Enmedio)                        |                         |            | | |
| Castro de Cervatos                               | Cervatos (Campoo de Enmedio)                              |                         |            | Âge du fer | |
| Castro de Nestares                               | Nestares (Campoo de Enmedio)                              |                         |            | Âge du fer | |
| Monte Ornedo - Santa Marina                      | Castrillo del Haya (Valdeolea)                            |                         |            | Âge du fer, Empire romain et Moyen Âge | |
| Peñacastillo                                     | Sotillo (Valdeprado del Río)                              |                         |            | Âge du fer | Posee un gran foso y terraplenes en la cara más accesible[Traduire passage]. |